# Волонте, Джан Мария
Джан Мари́я Волонте́ (итал. Gian Maria Volonté; 9 апреля 1933 — 6 декабря 1994) — итальянский актёр театра и кино, один из наиболее прославленных актёров Италии. Обладатель многочисленных национальных и международных кинопремий, призёр трёх крупнейших кинофестивалей планеты — Каннского, Венецианского и Берлинского.

## Биография
Волонте родился в Милане 9 апреля 1933 года, но детство провел в Турине. Его отец Марио Волонте был  родом из Саронно (провинция Варезе) (в 1944 году он стал командиром фашистской бригады, боровшейся с партизанами-коммунистами), а его мать Каролина Бьянки происходила из богатой миланской семьи промышленников. У Джана Марии было несчастливое детство: его семья оказалась за чертой бедности после ареста отца, объявленного виновным в убийстве партизан во время войны и позже умершего в тюрьме. Чтобы свести концы с концами, мать Волонте стала сдавать в аренду их большой дом и продавать оставшиеся ценности.
Молодой Джан Мария, бунтарь по характеру, бросил школу в возрасте 14 лет и решил найти работу, чтобы поддержать бедную мать. Проработав почти два года во Франции сборщиком яблок, Волонте вернулся в Италию. Как раз в это время страстный любитель литературы, он открывает для себя произведения Камю и Сартра.  Из-за материальных проблем в шестнадцать лет Волонте нанимается в странствующую театральную труппу на должность помощника секретаря и камердинера. Но этот опыт пробуждает в нём страсть к актёрской игре, и в 1954 году он отправляется в Рим для поступления в Национальную академию драматического искусства, где Джана Марию вскоре отметили как очень талантливого молодого человека. В 1957 году Волонте, студент академии, обрёл первый актёрский опыт под руководством Франко Энрикеса в телевизионной драме «Окаменелый лес» (по мотивам пьесы Роберта Шервуда), а затем под руководством Коррадо Паволини — в «Федре» (по мотивам одноимённой трагедии Жана Расина).
Джан Мария Волонте окончил Национальную академию драматического искусства в Риме в 1957 году. В сезоне 1957/1958 года дебютировал на сцене в Милане в «Федре» Расина и в пьесе Кальдерона «Поклонение Кресту». На телевидении сыграл Рогожина в постановке «Идиота» Достоевского, в театре — Ромео в «Ромео и Джульетте» Шекспира. Ещё один опыт обращения актёра к русской классике — «Дядя Ваня» Чехова (1962).

### Карьера в кинематографе

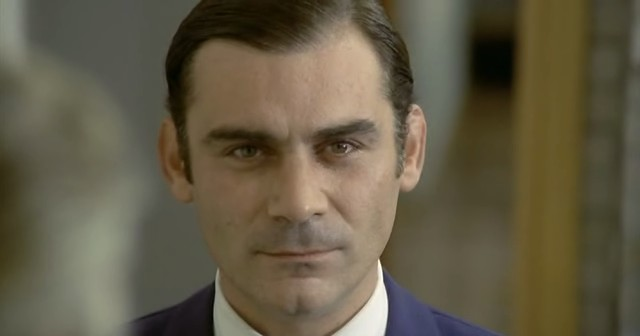
Волонте в образе импульсивного инспектора полиции («Следствие по делу гражданина вне всяких подозрений», 1970)

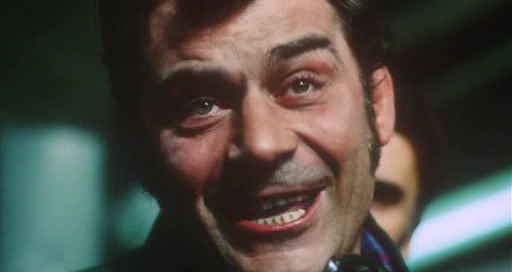
Джан Мария Волонте в роли Лулу Масса (фильм Э. Петри «Рабочий класс идет в рай»)

В кино Джан Мария Волонте снимался с 1960 года. Известность ему принесли спагетти-вестерны Серджо Леоне и комедия Марио Моничелли «Армия Бранкалеоне» (единственная комическая роль актёра). Однако в дальнейшем Волонте предлагали преимущественно серьёзные драматические роли.
Имя Волонте — члена ИКП — неразрывно связано с расцветом итальянского политического кино в конце 1960-х — 1970-х годах. Он снимался у ведущих мастеров этого направления: Дамиано Дамиани, Франческо Рози, Джулиано Монтальдо, Джузеппе Феррара, Элио Петри, Карло Лидзани. К наиболее значительным достижениям Волонте относится роль безымянного инспектора полиции (Доктора) в фильме Петри «Следствие по делу гражданина вне всяких подозрений», неоднократно признававшаяся самой сильной в карьере артиста. Не менее яркой оказалась роль Президента в другом фильме Петри — «Тодо модо»; мастерски выполненный в духе трагифарса рисунок роли не мог не вызвать у зрителя ассоциаций с видным политическим деятелем Италии Альдо Моро.
Во Франции Волонте снялся также в одном из фильмов анархистской «Группы Дзиги Вертова», лидером которой был Жан-Люк Годар.
Существует легенда, что на съёмках фильма «Ветер с Востока» Годар неоднократно подступал к Волонте с вопросом: «Кто больше сделал для разрушения Системы — Сталин или Мао?», — на что актёр неизменно отвечал: «Арлекин!» .

### Отбор ролей
Джан Мария Волонте очень внимательно подходил к отбору ролей, исходя прежде всего из своей гражданской позиции. Например, он отказался от участия в таких признанных шедеврах мирового кино, как «Крёстный отец» Копполы и «Двадцатый век» Бертолуччи, отдав предпочтение остросоциальному фильму чилийского режиссёра Мигеля Литтина, вынужденного в годы правления Пиночета жить за рубежом.

### Роли знаменитых личностей
По указанным причинам Волонте так и не сыграл роль Казановы в знаменитом фильме Феллини, хотя такой замысел у режиссёра существовал. Зато ему довелось сыграть других знаменитостей: Микеланджело, Караваджо, Джордано Бруно, Песталоцци, Бартоломео Ванцетти и Альдо Моро.

### Последние годы
В последние годы жизни Волонте довелось сняться в интересной роли алхимика Зенона (фильм бельгийского режиссёра Андре Дельво по роману Маргерит Юрсенар «Философский камень»; более точный перевод — «Стадия нигредо»), а также тележурналиста Фонтана в картине не менее известного швейцарского режиссёра Клода Горетта «Смерть Марио Риччи». Высокую оценку критики заслужила последняя работа выдающегося актёра: роль диктатора в фильме испанского режиссёра Хосе Луиса Гарсии Санчеса «Тиран Бандерас» по одноименному роману Валье-Инклана.
Также Волонте принимал участие в политической жизни Италии: он состоял в Итальянской коммунистической партии, а на выборах в 1992 году был выдвинут от Демократической партии левых в избирательном округе Рим-Витербо-Латина-Фрозиноне, но не был избран.
Волонте умер внезапно от сердечного приступа  6 Декабря в Греции на съёмках фильма знаменитого греческого режиссёра Тео Ангелопулоса «Взгляд Улисса». Церемония прощания состоялась в городке Веллетри (близ Рима), где он проживал, однако по желанию актёра прах его был захоронен под деревом на маленьком кладбище на острове Магдалины (у берегов Сардинии). Роль хранителя синематеки в Сараево, предназначавшуюся для Волонте, в итоге сыграл шведский актёр Эрланд Юзефсон.

## Фильмография
| Год  |     | Русское название                                   | Оригинальное название                                 | Роль                        |
| ---- | --- | -------------------------------------------------- | ----------------------------------------------------- | --------------------------- |
| 1959 | с   | Идиот                                              | L'idiota                                              | Парфён Рогожин              |
| 1960 | ф   | Под десятью флагами                                | Sotto dieci bandiere                                  | Сэмюэл Браунштейн           |
| 1961 | с   | Девушка с чемоданом                                | La ragazza con la valigia                             | Пьеро Бенотти               |
| 1961 | ф   | Атлантида                                          | Antinea, l'amante della citta sepolta                 | Тараха                      |
| 1961 | ф   | Геркулес покоряет Атлантиду                        | Ercole alla conquista di Atlantide                    | царь Спарты                 |
| 1961 | с   | Верхом на тигре                                    | A cavallo della tigre                                 | Папалео                     |
| 1962 | ф   | Человек, которого нужно сжечь                      | Un uomo da bruciare                                   | Сальваторе                  |
| 1962 | ф   | Четыре дня Неаполя                                 | Le quattro giornate di Napoli                         | Стимоло                     |
| 1962 | ф   | Летняя ночь                                        | Noche de verano                                       | Альберто Суарез             |
| 1963 | ф   | Террорист                                          | Il terrorista                                         | Браски                      |
| 1963 | тф  |                                                    | Il taglio del bosco                                   | Гульельмо                   |
| 1964 | ф   | За пригоршню долларов                              | Per un pugno di dollari                               | Рамон Рохо                  |
| 1964 | ф   | Великолепный рогоносец                             | Il magnifico cornuto                                  | советник                    |
| 1964 | с   | Жизнь Микеланджело                                 | Vita di Michelangelo                                  | Микеланджело                |
| 1965 | ф   | На несколько долларов больше                       | Per qualche dollaro in piu                            | Индио                       |
| 1966 | ф   | Сезоны нашей любви                                 | Le stagioni del nostro amore                          | Леонардо Варзи              |
| 1966 | ф   | Проснись и убей                                    | Svegliati e uccidi                                    | инспектор Морони            |
| 1966 | ф   | Армия Бранкалеоне                                  | L'armata Brancaleone                                  | Теофилатто деи Леонци       |
| 1966 | ф   | Ведьма                                             | La strega in amore                                    | Фабрицио                    |
| 1966 | ф   | Золотая пуля                                       | Quien sabe?                                           | Чунчо                       |
| 1967 | ф   | Каждому своё                                       | A ciascuno il suo                                     | профессор Паоло Лаурана     |
| 1967 | ф   | Лицом к лицу                                       | Faccia a faccia                                       | профессор Брэд Флетчер      |
| 1967 | ф   | Семь братьев Черви                                 | I sette fratelli Cervi                                | Альдо Черви                 |
| 1967 | мтф | Караваджо                                          | Caravaggio                                            | Караваджо                   |
| 1968 | ф   | Бандиты в Милане                                   | Banditi a Milano                                      | Пьеро Кавальеро             |
| 1968 | ф   | Любовница Граминьи                                 | L'amante di Gramigna                                  | Граминьи                    |
| 1968 | ф   | Саммит                                             | Summit                                                | Паоло                       |
| 1969 | ф   | Под знаком Скорпиона                               | Sotto il segno dello scorpione                        | Ренно                       |
| 1969 | ф   | Следствие по делу гражданина вне всяких подозрений | Indagine su un cittadino al di sopra di ogni sospetto | Дотторе                     |
| 1970 | ф   | Ветер с Востока                                    | Le vent d'est                                         |                             |
| 1970 | ф   | Люди против                                        | Uomini contro                                         | лейтенант Оттоленги         |
| 1970 | ф   | Красный круг                                       | Le Cercle rouge                                       | Фогель                      |
| 1971 | ф   | Сакко и Ванцетти                                   | Sacco e Vanzetti                                      | Бартоломео Ванцетти         |
| 1971 | ф   | Рабочий класс идёт в рай                           | La classe operaia va in paradiso                      | Лулу Масса                  |
| 1972 | ф   | Дело Маттеи                                        | Il caso Mattei                                        | Энрико Маттеи               |
| 1972 | ф   | Похищение в Париже                                 | L'attentat                                            | Садиэль                     |
| 1972 | ф   | Об убийстве — на первую полосу                     | Sbatti il mostro in prima pagina                      | Бизанти                     |
| 1973 | ф   | Дон Лучано                                         | Lucky Luciano                                         | Чарльз «Счастливчик» Лучано |
| 1973 | ф   | Джордано Бруно                                     | Giordano Bruno                                        | Джордано Бруно              |
| 1975 | ф   | Подозрение                                         | Il sospetto                                           | Эмилио                      |
| 1976 | ф   | События на руднике Марусиа                         | Actas de Marusia                                      | Грегори                     |
| 1976 | ф   | Тодо модо                                          | Todo modo                                             | М.                          |
| 1977 | ф   | Я боюсь                                            | Io ho paura                                           | Людовико Грациано           |
| 1978 | ф   | Христос остановился в Эболи                        | Cristo si e fermato a Eboli                           | писатель Карло Леви         |
| 1979 | ф   | Операция «Чудовище»                                | Operación Ogro                                        | Исарра                      |
| 1980 | ф   | Система Старка                                     | Stark System                                          | Старк                       |
| 1981 | ф   | Подлинная история дамы с камелиями                 | La storia vera della signora dalle camelie            | Плесси                      |
| 1982 | мтф | Пармская обитель                                   | La certosa di Parma                                   | граф Моска                  |
| 1983 | ф   | Смерть Марио Риччи                                 | La mort de Mario Ricci                                | Бернард Фонтана             |
| 1986 | ф   | Дело Моро                                          | Il caso Moro                                          | Альдо Моро                  |
| 1987 | ф   | Хроника объявленной смерти                         | Cronaca di una morte annunciata                       | доктор Криста Бедоя         |
| 1987 | ф   | Мальчик из Калабрии                                | Un ragazzo di Calabria                                | Фелис                       |
| 1988 | ф   | Философский камень                                 | L'oeuvre au noir                                      | Зенон                       |
| 1989 | ф   | Гора Песталоцци                                    | Pestalozzis Berg                                      | Песталоцци                  |
| 1990 | ф   | Три колонки в хронике                              | Tre colonne in cronaca                                | Альберто Ландольфи          |
| 1990 | ф   | Открытые двери                                     | Porte aperte                                          | судья Вито Ди Франческо     |
| 1991 | ф   | Простая история                                    | Una storia semplice                                   | Кармель Франзо              |
| 1993 | ф   | Фунес, большая любовь                              | Funes, un gran amor                                   | Бергама                     |
| 1993 | ф   | Тиран Бандерас                                     | Tirano Banderas                                       | Тиран Бандерас              |

## Награды
- 1983 — приз за лучшую мужскую роль в фильме «Смерть Марио Риччи» на МКФ в Каннах
- 1987 — «Серебряный медведь» Берлинского кинофестиваля Серебряный медведь за лучшую мужскую роль в фильме «Дело Моро»
- 1987 — премия Пазинетти за лучшую мужскую роль МКФ в Венеции в фильме «Мальчик из Калабрии»
- 1991 — почётный приз «Золотой лев» за вклад в киноискусство на МКФ в Венеции